# Taubenturm (Marsannay-la-Côte)

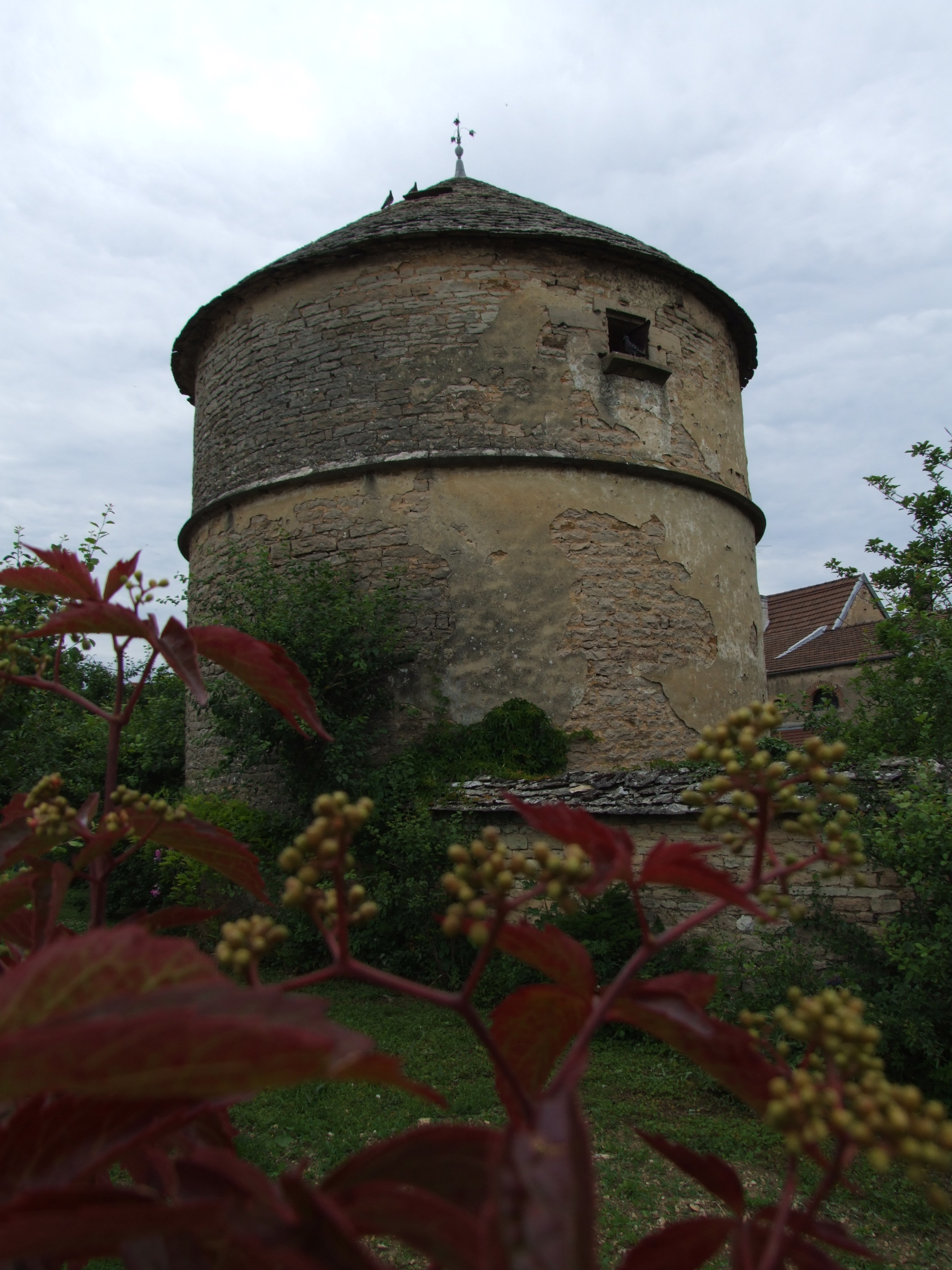
Taubenturm in Marsannay-la-Côte

Der Taubenturm (französisch colombier oder pigeonnier) in Marsannay-la-Côte, einer französischen Gemeinde im Département Côte-d’Or in der Region Bourgogne-Franche-Comté, wurde im 13. Jahrhundert errichtet. Der Taubenturm steht seit 1942 als Monument historique auf der Liste der Baudenkmäler in Frankreich.
Der runde Turm aus Bruchsteinmauerwerk wird von einem Dachknauf bekrönt.